# Elsa Holmqvist (konstnär)
Elsa Holmqvist, född 17 mars 1887 i Karlskrona, död 10 december 1963 i Djursholm, var en svensk teckningslärare och målare.
Hon var dotter till stenhuggeriägaren Fredrik Holmqvist och Linéa Quiding. Hon utexaminerades som teckningslärare vid Högre konstindustriella skolan i Stockholm 1908 och fortsatte därefter med krokistudier för Carl Wilhelmson och enstaka kurser vid Kungliga konsthögskolan. Hon bedrev dessutom självstudier under resor till bland annat Italien, Paris, Spanien och Grekland. Separat ställde hon ut på Djursholms samskola några gånger och hon medverkade i samlingsutställningar med Sveriges allmänna konstförenings utställningar på Liljevalchs konsthall. Hon skrev dessutom egna vistexter till musik av Märta Tham bland annat Getabocken Buff, Buff, Buff 1930 och Kung i Balbunga i Vajavunga 1935. Som författare skrev hon några bilderböcker bland annat Stockholmsresan och Pullan Pallenpös  och illustrerade några av Märta Thams skrifter. Hennes konst består av figursaker och naturalistiskt hållna  landskapsskildringar utförda i olja, akvarell och färgkrita. Många av motiven är från trakten kring Tollviken och Bua, norr om Varberg, där systern Edith Lindgren hade sommarstuga.